# Isabelle de Cambridge
Titre
Comtesse d'Essex
30 juin 1461 – 4 avril 1483
(21 ans, 9 mois et 5 jours)
Isabelle de Cambridge (1409 - 2 octobre 1484) est la fille du comte de Cambridge Richard de Conisburgh et d'Anne Mortimer. Elle est la sœur du duc d'York Richard Plantagenêt.

## Jeunesse
Isabelle d'York, la seule fille de Richard de Conisburgh et  d'Anne Mortimer, est née vers 1409. Par son père, elle est la petite-fille du quatrième fils du roi Édouard III, le duc d'York Edmond de Langley, et de sa première épouse, Isabelle de Castille. Sa mère était la fille de Roger Mortimer, 4e comte de March (petit-fils de Lionel d'Anvers) et d'Aliénor Holland (petite-fille de Jeanne de Kent).
Le père d'Isabelle est décapité le 5 août 1415 pour sa participation au complot de Southampton contre le roi Henri V, et bien que son titre du comte soit confisqué, son frère Richard, âgé de quatre ans, peut hériter de son père. De plus, quelques mois après la mort de son père, leur oncle, le duc d'York Édouard d'York, est tué à la bataille d'Azincourt le 25 octobre 1415, et Richard hérite de son oncle.

## Mariages et descendance
En 1412, à trois ans, Isabelle est fiancée à Sir Thomas Grey (1404 - décédé avant 1426), fils et héritier de Thomas Grey (c.1384-1415) et sa femme, Alice Neville, la fille de Ralph Neville, 1er comte de Westmorland. Le mariage a lieu le 18 février 1413. Ils ont un fils, aussi appelé Thomas Grey (c.1423 - c.1493). Son beau-père est un allié de son père, lui aussi exécuté pour sa participation au complot de Southampton.
Elle épouse en secondes noces, avant le 25 avril 1426, le mariage étant ensuite validé par dispense papale, Henry Bourchier, 1er comte d'Essex, avec qui elle a au moins onze enfants:
- William Bourchier, vicomte Bourchier (décédé en 1480), qui épouse Anne Woodville, fille de Richard Woodville, 1er comte Rivers et de Jacquette de Luxembourg, parents de Henry Bourchier, 2ème comte d'Essex ;
- Sir Henry Bourchier (décédé en 1462), marié à Elizabeth Scales, 8e baronne Scales.
- Humphrey Bourchier, 1er baron Cromwell (mort le 14 avril 1471), tué à la bataille de Barnet.
- John Bourchier, 6e baron Ferrers de Groby (1438-1495), qui épouse Elizabeth Ferrers puis Elizabeth Chichelle.
- Laura Bourchier (née en 1440), mariée à Jean de Courtenay, 7e comte de Devon, (tué à Tewkesbury en  1471).
- Edouard Bourchier (mort le 30 décembre 1460), tué lors de la bataille de Wakefield[3].
- Sir Thomas Bourchier (1448-1492), marié à Isabelle Barre. Aucun enfant connu.
- Florence Bourchier (décédée en 1525).
- Foulques Bourchier,  mort jeune.
- Hugues Bourchier, mort jeune.
- Isabelle Bourchier, morte jeune.

## Mort
Henry Bourchier, 1er comte d'Essex, meurt le 4 avril 1483. Isabelle ne se remarie pas et meurt le 2 octobre 1484. Un calendrier manuscrit enregistre sa mort le VI Non Oct en 1484. Le couple est d'abord enterré à l'abbaye de Beeleigh près de Maldon, Essex, mais ils sont ensuite inhumés à Little Easton, Essex.

## Sources
- (en) George Edward Cokayne, The Complete Peerage, edited by H.A. Doubleday, vol. VIII, London, St. Catherine Press, 1932, 445–53 p.
- (en) G.L. Harriss, Richard, earl of Cambridge (1385–1415), Oxford Dictionary of National Biography, 2004 (lire en ligne)
- (en) T.B. Pugh, Henry V and the Southampton Plot of 1415, Alan Sutton, 1988 (ISBN 0-86299-541-8)
- (en) Douglas Richardson, Magna Carta Ancestry: A Study in Colonial and Medieval Families, vol. III, Salt Lake City, 2nd, 2011 (ISBN 144996639X)